# Assem Marei
Assem Ahmed Marei (arabisch عاصم مرعي; * 16. Juni 1992 in Gizeh) ist ein ägyptischer Basketballspieler. Nach dem Studium in den Vereinigten Staaten begann der Nationalspieler Marei, der mit Ägypten 2013 eine Silbermedaille bei Afrikameisterschaften gewann, eine professionelle Karriere in Europa. Nach einer Saison in Litauen, wo er mit dem KK Šiauliai die Baltic Basketball League gewann, spielte Marei zwei Saisons für den deutschen Erstligisten medi Bayreuth in der Basketball-Bundesliga, wo er auch Teilnehmer am BBL All-Star Game 2018 war.

## Karriere
Mareis Vater Ahmed war bereits ägyptischer Auswahlspieler im Basketball gewesen und hatte mit der ägyptischen Nationalmannschaft an den Olympischen Spielen 1984 teilgenommen. Assem Marei startete seine Karriere beim lokalen Klub Zamalek seiner Heimatstadt Gizeh. Der Klub gehört mit jeweils zwölf Meisterschaften und Pokalgewinnen bei den Männern zu den erfolg- und traditionsreichsten Klubs des Landes. Die letzte Meisterschaft für Zamalek SC datierte aus dem Jahr 2007 und als Nachwuchsspieler Marei in die erste Mannschaft rückte, kamen jedoch vorerst keine weiteren Meisterschaften hinzu. Nach dem Ende der Saison 2010/11 erreichte Marei zunächst mit der ägyptischen Juniorenauswahl bei der U-19-Weltmeisterschaft im lettischen Riga einen zwölften Platz und erzielte dabei ein Double-Double in Punkten und Rebounds pro Spiel bei diesem Nachwuchsturnier. Anschließend wurde Marei mit gerade 19 Jahren erstmals in einen Endrundenkader der ägyptischen Herrenauswahl berufen und erreichte mit der Mannschaft bei der Afrikameisterschaft 2011 nach nur zwei Siegen in fünf Spielen den elften Platz.
Danach ging Marei zunächst zum Studium in die Vereinigten Staaten an die Minnesota State University, Mankato. In der Studentenstadt war Marei zudem ab 2012 in Meisterschaftsspielen für die Hochschulmannschaft Mavericks aktiv, die in der Division II der National Collegiate Athletic Association (NCAA) organisiert sind. Für ein ambitionierteres Programm in der Division I kam Marei nicht mehr in Frage, da er 2009 bereits ein Studium an einer arabischen Hochschule in seiner Heimat begonnen hatte sowie in der höchsten ägyptischen Spielklasse gespielt hatte, was seine „eligibility“ nach den Regularien der NCAA drastisch einschränkte. Trotz einer nur dreijährigen Karriere für die Mavericks konnte sich Marei in den Annalen der Mannschaft bei Karriere-Bestleistungen mit 1.600 Punkten, 787 Rebounds und 161 Shotblocks unter den Top Ten in diesen Kategorien platzieren. Mit seiner Mannschaft gewann Marei zweimal 2013 und 2014 die Meisterschaft in der Northern Sun Intercollegiate Conference (NSIC) und scheiterte 2013 nur knapp nach Verlängerung im Sweet Sixteen der nationalen Endrunde der Division II im regionale Finale gegen die Warriors der Winona State University. In den darauffolgenden Endrunden sorgten Niederlagen jeweils gegen die Bearcats der Northwest Missouri State University in der zweiten beziehungsweise ersten Runde für ein frühzeitiges Ausscheiden auf nationaler Ebene.
Mit der ägyptischen Nationalmannschaft verlor Marei bei der Afrikameisterschaft 2015 in Tunesien nur das Viertelfinalspiel gegen Titelverteidiger und Rekordgewinner Angola und verpasste auf dem fünften Platz einen erneuten Medaillengewinn, den Marei mit der Auswahl zwei Jahre zuvor bei der Afrikameisterschaft 2013 noch erreicht hatte. Nach drei Vorrunden-Niederlagen war man damals in den K.-o.-Runden zunächst siegreich geblieben und hatte nach einer deutlichen Finalniederlage gegen Angola die Silbermedaille gewonnen, wobei Marei in das All-Tournament Team der fünf besten Spieler des Turniers gewählt worden war. Ein Jahr später war Marei nach einer Knieoperation nicht mehr rechtzeitig fit geworden und hatte die Teilnahme an der WM-Endrunde 2014 in Spanien verpasst.
Nach dem Studienende 2015 begann Marei eine professionelle Karriere als Basketballspieler und schloss sich dem litauischen Klub aus Šiauliai an, mit dem er auch im FIBA Europe Cup 2015/16 spielte. Nach einer deutlichen Heimniederlage gegen den polnischen Klub Śląsk Wrocław verpasste die Mannschaft die Qualifikation für die zweite Gruppenphase. Nach dem Ausscheiden im internationalen Wettbewerb spielte die Mannschaft in den Play-offs der Baltic Basketball League weiter, in denen man seinen Titel verteidigen und der Klub zum dritten Mal in Folge diesen Wettbewerb gewann. In der nationalen Liga LKL erreichte die Mannschaft mit ausgeglichener Bilanz den sechsten Platz nach der Hauptrunde und schied in der ersten Play-off-Runde um die Meisterschaft gegen Neptūnas Klaipėda aus. Als bester Rebounder der litauischen Liga mit knapp acht pro Spiel konnte sich Marei für einen besser dotierten Vertrag empfehlen.
Er wechselte zum deutschen Erstligisten BBC medi aus Bayreuth. In der Basketball-Bundesliga 2016/17 erreichte er mit den Bayreuthern den vierten Platz nach der Hauptrunde und damit erstmals seit 20 Jahren wieder eine Qualifikation einer Bayreuther Mannschaft für die Play-offs um die deutsche Meisterschaft. In der ersten Play-off-Runde konnte man jedoch das Heimrecht im ersten Spiel nicht dazu nutzen, den späteren Vizemeister EWE Baskets Oldenburg zu bezwingen, und schied nach vier Spielen aus der Titelvergabe aus. Nach einer weiteren guten Platzierung in der Hinrunde der Basketball-Bundesliga 2017/18 qualifizierten sich die Bayreuther erstmals seit langer Zeit auch wieder für das Top Four-Turnier im easycredit BBL-Pokal 2018, bei dem man jedoch beide Spiele verlor und Vierter wurde. Einen Monat zuvor hatte Marei bereits am BBL All-Star Game als einer der besten und beliebtesten ausländischen Spieler der Liga teilgenommen. Zudem spielte Marei mit den Bayreuthern wieder international, die jedoch im Viertelfinale der Basketball Champions League 2017/18 trotz eines Hinspielsiegs auswärts knapp am nationalen Konkurrenten MHP Riesen Ludwigsburg und damit am Einzug in das Final-Four-Turnier dieses Wettbewerbs scheiterten.
Ab der Saison 2018 spielte Marei bei Pınar Karşıyaka in der Türkei, in der Saison 2019/2020 spielte er für Brose Bamberg in Deutschland. Nach einer kurzen Station in Frankreich spielte er seit Dezember 2020 für Galatasaray in der Türkei. Im Juni 2021 wechselte er schließlich zu den Changwon LG Sakers nach Südkorea.